# Partido de la Renovación Social
El Partido de la Renovación Social (en portugués: Partido da Renovação Social, PRS) es un partido político en Guinea-Bisáu.

## Historia
La democracia multipartidista fue introducida en Guinea-Bisáu por el gobernante Partido Africano por la Independencia de Guinea y Cabo Verde (PAIGC) en mayo de 1991, y el PRS fue establecido el 14 de enero de 1992 por Kumba Ialá, un exmiembro de PAIGC.
Ialá fue el candidato presidencial del partido en las elecciones generales de 1994. Recibió el 22% de los votos en la primera ronda el 3 de julio, pasando a la segunda vuelta. Aunque los otros partidos de la oposición se unieron detrás de él, perdió ante el presidente João Bernardo Vieira por el estrecho margen del 52% al 48%. En las elecciones parlamentarias, el PRS ganó el 10,3% de los votos y ganó 12 escaños, emergiendo como el tercer partido más grande en la Asamblea Nacional Popular.
Después de que Vieira fue depuesto el 7 de mayo de 1999, el gobierno de transición bajo Malam Bacai Sanhá organizó nuevas elecciones. Ialá se postuló como candidato presidencial del PRS por segunda vez, emergiendo como el candidato principal en la primera ronda. En la segunda ronda derrotó a Sanhá en un margen de 72%–28%, convirtiéndose en el primer presidente del país no perteneciente al PAIGC. El PRS también surgió como el partido más grande en la Asamblea Nacional Popular, ganando 38 de los 102 escaños, mientras que el PAIGC también fue derrotado por el Movimiento de Resistencia de Guinea-Bissau-Bafatá. El PRS nominó a Caetano N'Tchama como primer ministro en enero de 2000.
Ialá renunció a la presidencia del PRS en mayo de 2000, aunque siguió desempeñando un papel influyente en el partido. El primer ministro Alamara Nhassé fue elegido como líder del partido en enero de 2002 en una convención. Sin embargo, después de su destitución como primer ministro más adelante en el año, renunció como líder del partido y fue reemplazado por Alberto Nan Beia.
El tiempo del PRS en el poder se caracterizó por una mala situación económica y una inestabilidad política. Ialá, criticado por ser errático y tener tendencias autocráticas, disolvió el parlamento en noviembre de 2002, pero las elecciones anticipadas destinadas a celebrarse en febrero de 2003 se retrasaron varias veces, hasta que Ialá fue derrocado en un golpe liderado por Veríssimo Correia Seabra el 14 de septiembre de 2003.  El gobierno militar de Seabra eligió al secretario general del PRS, Artur Sanhá, para convertirse en primer ministro de un gobierno de transición, con Henrique Rosa como Presidente; fueron juramentados el 28 de septiembre.  Sanhá asumió el cargo a pesar de la oposición de 15 de los 17 partidos políticos involucrados, que dijeron que el primer ministro debería ser independiente.
Las elecciones parlamentarias de 2004 fueron ganadas por el PAIGC, que obtuvo 45 de los 100 escaños; El PRS surgió como el segundo partido más fuerte en la Asamblea Nacional Popular con 35 escaños. El PRS acordó apoyar al PAIGC en el parlamento a cambio de varios cargos importantes, aunque no obtuvo ningún ministro en el gobierno. Ialá fue liberado del arresto domiciliario poco antes de las elecciones, y en marzo de 2005 fue nominado por el PRS como su candidato en las elecciones presidenciales de ese año. Sin embargo, terminó en tercer lugar en la primera ronda. Ialá y el PRS protestaron contra el resultado de la primera ronda, alegando haber recibido la mayor cantidad de votos, pero Ialá luego aceptó el resultado, mientras aún afirmaba haber recibido la mayoría de los votos, y respaldaron a Joao Bernardo Vieira para la segunda ronda. Después de la toma de posesión de Vieira el 1 de octubre de 2005, una crisis dentro del PAIGC provocó varias divisiones que resultaron en que el PRS se convirtiera en el partido más grande en el parlamento.
El 12 de noviembre de 2006, Ialá fue reelegido jefe del PRS en el tercer congreso del partido, con aproximadamente el 70% de los votos; El líder anterior, Nan Beia, recibió el 20%. Sin embargo, su victoria fue disputada por sus oponentes dentro del partido.
En marzo de 2007, el PRS formó una alianza tripartita con el PAIGC y el Partido Socialdemócrata Unido, ya que los tres partidos buscaron formar un nuevo gobierno. Esto llevó a un exitoso voto de no confianza contra el primer ministro Aristides Gomes y su renuncia a finales de mes; el 9 de abril, los tres partidos nominaron a Martinho Ndafa Kabi del PAIGC para primer ministro, y el presidente Vieira lo nombró para el puesto. El 17 de abril se nombró un nuevo gobierno, compuesto por ministros de los tres partidos.
En mayo de 2007, tras una apelación para la anulación del tercer congreso ordinario por una facción del PRS opuesta a Ialá, el Tribunal Regional de Bissau canceló las resoluciones del congreso y retiró a Ialá de la dirección del partido. Sin embargo, el 23 de agosto de 2007, la Corte Suprema de Guinea-Bissau revocó esta decisión y devolvió a Ialá a la dirección del partido.
Los miembros del PRS fueron incluidos en el gobierno encabezado por Carlos Correia, que fue designado el 9 de agosto de 2008. El gobierno estaba dominado por los leales de Vieira y miembros del PAIGC, pero el PRS contaba con cinco de los 28 puestos del gabinete.
En las elecciones parlamentarias de noviembre de 2008, el PRS ganó 28 escaños, siendo el segundo partido más grande detrás del PAIGC. En las elecciones presidenciales de 2009, Ialá perdió ante Malam Bacai Sanhá en la segunda vuelta.
Ialá terminó en segundo lugar en la primera vuelta de las elecciones presidenciales de 2012, pero la segunda vuelta entre él y Carlos Gomes Júnior del PAIGC no se llevó a cabo después de un golpe militar. Ialá murió poco antes de las elecciones de 2014.
En las elecciones de 2014, el partido nominó a Abel Incanda como su candidato presidencial, pero terminó cuarto en la primera vuelta con el 7% de los votos. Sin embargo, el PRS ganó 41 de los 102 escaños en la Asamblea Nacional Popular, siendo el segundo partido más grande después del PAIGC.
En las elecciones legislativas de 2019 sufrió una debacle electoral, reduciendo su representación parlamentaria a 21 escaños.

## Resultados electorales

### Elecciones presidenciales
|  | 21.88 % |

|  | 47.98 % |

|  | 38.81 % |

|  | 72.00 % |

|  | 25.00 % |

|  | 27.90 % |

|  | 36.69 % |

|  | 23.36 % |

|  | 6.97 % |

### Elecciones legislativas
|  | 10.3 % |

|  | 26.50 % |

|  | 25.21 % |

|  | 30.76 % |

|  | 21.10 % |